# Очиров, Александр Борисович
Александр Борисович Очиров (1934 – 1992) — советский хозяйственный, государственный и политический деятель.

## Биография
Родился в 1934 году на территории современной Калмыкии. Член КПСС с 1964 года.
С 1956 года — на хозяйственной, общественной и политической работе. В 1956—1992 гг. — механик машинно-дорожной станции, заведующий мастерскими совхоза, главный инженер автобазы, старший инженер республиканского объединения, заместитель управляющего районным объединением «Сельхозтехника», директор совхоза «40 лет ВЛКСМ» Приютненского района Калмыцкой СССР, первый секретарь Яшкульского райкома КПСС, второй секретарь Калмыцкого обкома КПСС (до мая 1983 года).
Избирался депутатом Верховного Совета СССР 7-го и 9-го созывов.
Умер в 1992 году.